# 卡爾鎮區 (北卡羅萊納州達勒姆縣)
卡爾鎮區（英語：Carr Township）是位於美國北卡羅萊納州達勒姆縣的一個鎮區。

## 地方資料
卡爾鎮區的面積為61.12平方千米，皆為陸地。根據2020年美國人口普查的數據，當地共有人口6215人，而人口密度為每平方千米101.69人。